# Кодекс 057
Кодекс 057 (Gregory-Aland) — унциальный манускрипт Нового Завета на греческом языке, палеографически датирован IV/V веком. 

## Особенности рукописи
Рукопись содержит только текст Деяний Апостолов (3,5-6.10-12), расположенный на фрагменте только одного пергаментного листа (9 x 13 см). Текст на листе расположен в две колонки, по 27 строк в каждой. 
Греческий текст рукописи отражает александрийский тип текста. Аланд включил его в I категорию. 
В настоящее время рукопись хранится в Государственном музее Берлина (P. 9808).